# Metropolitan Transportation Authority
Metropolitan Transportation Authority (MTA; в переводе — «Городская транспортная администрация») — крупная транспортная компания, осуществляющая перевозки в 12 округах на юго-западе штата Нью-Йорк и в 2 округах на юго-западе Коннектикута. Совокупное число пассажиров, обслуживаемых ресурсами компании, превышает 11 миллионов человек; машинопоток превышает 800 000 единиц. В её ведении находятся нью-йоркский автобус, метрополитен и другой транспорт.

## История
В 1965 году решением Легислатуры штата Нью-Йорк с целью приобретения и управления обанкротившейся Железной дорогой Лонг-Айленда была создана компания «Metropolitan Commuter Transportation Authority» (MCTA). В 1968 году под юрисдикцию компании перешли Управление пассажирского транспорта Нью-Йорка (ныне «MTA New York City Transit», NYCT) и Управление мостами и тоннелями Нью-Йорка (ныне «MTA Bridges and Tunnels», B&T), после чего она была переименована в «Metropolitan Transportation Authority». До создания в 1976 году «Корпорации объединённых железных дорог» (Conrail) MTA арендовала у компании «Penn Central Transportation» несколько железнодорожных линий. В 1983 году в результате объединения MTA и Транспортного управления Коннектикута было создано подразделение «MTA Metro-North Railroad», ныне являющееся одним из основных операторов железнодорожных перевозок в регионе.

## Управление и сфера обслуживания
В зоне ответственности MTA лежит поддержка и развитие транспортной сети Нью-Йоркской агломерации, включая 5 боро Нью-Йорка и округа Датчесс, Нассо, Ориндж, Путнэм, Рокленд, Саффолк и Уэстчестер. Главный исполнительный директор MTA назначается губернатором штата. На май 2014 года должность занимает Томас Прендергаст, являющийся также председателем MTA. Пост вице-председателя занимает Фернандо Феррер. Остальное руководство MTA состоит из 21 члена, представляющих боро города Нью-Йорк и округа штата Нью-Йорк.
Компания MTA является крупнейшим транспортным оператором в Западном полушарии. Её услугами регулярно пользуется приблизительно 14,6 миллионов человек, проживающих на территории свыше 13 000 км² в 14 округах. В компании занято около 65 000 человек.